# Championnats d'Europe de BMX 2015
Navigation
Édition précédente Édition suivante
Les championnats d'Europe de BMX 2015 ont lieu le 12 juillet 2015 à Erp aux Pays-Bas.

## Podiums
| Épreuves            | Or                | Argent             | Bronze            |
| ------------------- | ----------------- | ------------------ | ----------------- |
| Épreuves masculines |                   |                    |                   |
| Élite hommes        | Twan van Gendt    | Niels Bensink      | Quentin Caleyron  |
| Junior hommes       | Mathijs Verhoeven | Koen van der Wijs  | Gauthier Bera     |
| Épreuves féminines  |                   |                    |                   |
| Élite femmes        | Elke Vanhoof      | Simone Christensen | Laura Smulders    |
| Junior femmes       | Axelle Étienne    | Ruby Huisman       | Louanne Juillerat |

## Tableau des médailles
| Rang  | Nation   | Or | Argent | Bronze | Total |
| ----- | -------- | -- | ------ | ------ | ----- |
| 1     | Belgique | 2  | 0      | 0      | 2     |
| 2     | Pays-Bas | 1  | 3      | 1      | 5     |
| 3     | France   | 1  | 0      | 2      | 3     |
| 4     | Danemark | 0  | 1      | 0      | 1     |
| 5     | Suisse   | 0  | 0      | 1      | 1     |
| Total | Total    | 4  | 4      | 4      | 12    |